# Hana Fialová
Hana Fialová (*1. května 1969 Opava) je česká zpěvačka, herečka a pedagožka, sólistka Národního divadla moravskoslezského, známá hlavně díky svým muzikálovým rolím. V letech 2014 a 2022 obdržela Cenu Thálie v kategorii opereta, muzikál nebo jiný hudebně dramatický žánr.

## Biografie
Vystudovala Janáčkovu konzervatoř v Ostravě ve třídě Evy Gebauerové-Phillips. Mezi lety 1994 a 2004 byla sólovou zpěvačkou dívčí country skupiny Red Hats. Od roku 2003 je členkou souboru operety, později souboru opereta/muzikál Národního divadla moravskoslezského. Jako externí pedagog vyučuje neoperní zpěv na Janáčkově konzervatoři. S muzikálovým a šansonovým repertoárem vystupuje také koncertně, často na podporu dobročinných projektů. Žije v Ostravě-Porubě, je vdaná, má dvě děti.

## Ocenění
Zvítězila v krajském kole pěvecké soutěže Talent 86. Za svůj výkon v muzikálu Edith a Marlene získala Cenu Thálie 2014. Za titulní roli v muzikálu Květiny pro paní Harrisovou získala Cenu Jantar 2021 a Cenu Thálie 2022.

## Divadelní role

### Role v NDM

#### 2004 – 2010 (opereta)
- Elain (Camelot, 2004)
- Budovatelka (Tančírna aneb taneční čaje, 2004)
- Lucy, vesnická žena (Sladký život, 2006)
- Juanilla (Kat a blázen, 2006)
- Žena (Zvonokosy, 2006)
- Kit Kat Girl (Cabaret, 2007)
- Lolita (Ostrov milování, 2007)
- Sugar Cane (Sugar (Někdo to rád horké), 2007)
- Pupille (Tři mušketýři, 2008)
- Zlatohlávka (Spor aneb dotyky a spojení, 2009)
- Irena Molloyová (Hello, Dolly!, 2009)
- První chovanka kláštera (Mamzelle Nitouche, 2010)
- Wanda (Rose Marie, 2010)
- Zpěvačka Anděl (Zvoník u Matky Boží, 2010)

#### 2010 – současnost (muzikál)
- Marguerite (Marguerite, 2010), nominace na Cenu Thálie
- Gita (Pardon My English, 2011)
- Eliška (Noc na Karlštejně, 2011)
- Zuzana, Jiřina Buchtelová (Donaha!, 2011)
- Bellinda (Divotvorný hrnec, 2011)
- Rossignol (Marat/Sade, 2011)
- Marfuša (Mrazík, 2011)
- Sára (Sázky z lásky (Guys & Dolls), 2012)
- Vypravěčka (Josef a jeho úžasný pestrobarevný plášť, 2012)
- Betty (Fantom Londýna, 2013)
- Edith Piaf (Edith a Marlene, 2013), Cena Thálie
- Eva Perón (Evita, 2014)
- Macecha (Kytice, 2014)
- Norma Desmond (Sunset Boulevard, 2015)
- Slepice (Ptákoviny podle Aristofana, 2015)
- Máří Magdaléna (Jesus Christ Superstar, 2016)
- Kapuletová (Romeo a Julie, poselství lásky, 2017)
- Grizabella (Kočky, 2018)
- Erma (Děj se co děj (Anything Goes), 2019)
- Áda Harrisová (Květiny pro paní Harrisovou, 2020), Cena Jantar, Cena Thálie
- Žena (Líp se loučí v neděli, 2022)
- Paní Lovettová (Sweeney Todd: Ďábelský lazebník z Fleet Street, 2023)

### Ostatní role
- Fantine (Bídníci, Městské divadlo Brno, 2009)
- Betty (Přízrak Londýna, Hudební divadlo Karlín, 2015)
- Tornádo Lou (Limonádový Joe, Slezské divadlo Opava, 2015)
- Drahomíra (Ludmila, rodinný dýchánek, Via Concordia, 2021)

## Diskografie
V roce 1994 natočila s country skupinou Red Hats CD Na útěku.
V roce 2016 vyšly na CD Hana/Edith šansony Edith Piaf v jejím podání. Jedná se celkem o devět písní z muzikálu Edith a Marlene, za který získala cenu Thálie.
Dále účinkuje na kompilaci Ostravská Broadway z roku 2017 a studiové nahrávce muzikálového oratoria Ludmila!!! Rodinný dýchánek z roku 2021.